# متحف تومسك الإقليمي للفنون
متحف تومسك الإقليمي للفنون (بالروسية: Томский областной художественный музей) هو مؤسسة ثقافية تقع في مدينة تومسك منذ عام 1979.

## تاريخ
أُنشئ المتحف بتاريخ 1 أكتوبر 1979، بموجب قرار اللجنة التنفيذية الإقليمية تومسك،